# Han So-hee
Han So-hee (hangul: 한소희; hanja: 韓韶禧; rr: Han So-hui; MR: Han Sohŭi; nascida Lee So-hee, 18 de novembro de 1993) é uma atriz sul-coreana. Ela começou sua carreira como atriz coadjuvante nas séries de televisão Money Flower (2017), 100 Days My Prince (2018) e Abyss (2019) antes de fazer a transição para papéis principais, como em The World of the Married (2020), Nevertheless (2021), e My Name (2021).

## Início da vida
Han nasceu como Lee So-hee (hangul: 이소희; hanja: 李韶禧; rr: I So-hui) em 18 de novembro de 1993 em Ulsan, na Coreia do Sul. Ela frequentou a Ulsan High School of Arts, onde se formou em artes. No último ano do ensino médio, Han mudou-se para Seul para morar com a avó, onde trabalhou em vários empregos de meio período para se sustentar.
Em Outubro de 2024, revelou o motivo pelo qual mentiu sobre seu verdadeiro ano de nascimento: "Quando eu estava prestes a entrar na quarta série, fui levada à força para Ulsan porque minha mãe era procurada pelas autoridades. Então passei um ano em casa sem ir à escola e, depois que minha mãe foi presa, voltei para Wonju e fui matriculada na quarta série."

## Carreira

### 2017–2019: Estreia na atuação
Han apareceu no videoclipe "Tell Me What To Do" do grupo SHINee em 2016. Ela fez sua estreia como atriz em um papel secundário de Reunited Worlds (2017). Ela conseguiu seus primeiros papéis de maior destaque com Money Flower da MBC TV, em 2017, e 100 Days My Prince da tvN, em 2018. Mais tarde, em 2018, ela estrelou After The Rain, da KBS2, e fez uma participação especial no single "The Hardest Part", de Roy Kim . Em 2019, Han desempenhou um papel coadjuvante na série Abyss da tvN, ao lado dos atores principais Ahn Hyo-seop e Park Bo-young.

### 2020: Aumento do reconhecimento atravésdo The World of the Married
Em 2020, Han estrelou The World of the Married da JTBC ao lado de Kim Hee-ae e Park Hae-joon, no qual ela desempenhou o papel principal de Yeo Da-kyung, uma jovem amante que tem um caso com o marido da protagonista.  Ela terminou como a série de televisão de maior audiência na história da TV coreana.  Han recebeu amplo reconhecimento graças ao sucesso do drama. Por sua atuação, ela foi indicada na categoria Melhor Atriz Revelação - Televisão no Baeksang Arts Awards de 2020.

### 2021–presente: Papéis principais
Em 2021, Han estrelou o drama romântico da JTBC, Nevertheless, ao lado de Song Kang. Mais tarde, no mesmo ano, ela estrelou o drama de ação criminal original da Netflix, My Name, como uma mulher em busca de vingança pelo assassinato de seu pai. Por sua atuação em My Name, ela foi indicada na categoria Melhor Atriz - Televisão no Baeksang Arts Awards de 2022.
Em março de 2022, Han apareceu na minissérie de quatro episódios do Disney+, Soundtrack #1 ao lado de Park Hyung-sik. Em setembro do mesmo ano, ela apareceu como Princesa Kayena em um teaser da série em live-action da Kakao Webtoon, The Villainess is a Marionette. No ano seguinte, ela interpretou um papel como o interesse amoroso de Jungkook, do BTS, no videoclipe de seu single "Seven", lançado em 14 de julho de 2023.

## Outros empreendimentos

### Endossos
Han tem atuado como modelo em vários campos, incluindo os setores de moda, cosméticos e alimentício. Seus anúncios são voltados à marcas como a Ritz Crackers, CJ Group, J.Estina, Banila Co., Eider, L'Oréal, e Giordano International. Em 2021, antes do lançamento da marca Charlotte Tilbury Beauty na Coreia do Sul no final daquele ano, Han foi selecionada como a primeira modelo coreana dessa marca britânica de cosméticos. Em 2022, Han tornou-se a embaixadora global da marca Balenciaga e da linha suíça de relógios de luxo Omega SA. Ela foi modelo da campanha colaborativa Primavera/Verão 2023 da Balenciaga com a Adidas. Em 2023, ela foi anunciada como embaixadora global da marca de moda de Singapura, Charles & Keith, da joalheria francesa de luxo Boucheron, e da marca de roupas esportivas Fila. Também em 2023, a Lotte Chilsung selecionou Han como o novo rosto da sua marca de soju, Chum-Churum.

## Filmografia

### Filmes
| Ano  | Título     | Papel | Notas               | Ref.   |
| ---- | ---------- | ----- | ------------------- | ------ |
| 2023 | Heavy Snow | Seol  | Exibido no 24º JIFF | [ 36 ] |

### Séries de televisão
| Ano  | Título                   | Papel                  | Notas | Ref.   |
| ---- | ------------------------ | ---------------------- | ----- | ------ |
| 2017 | Reunited Worlds          | Lee Seo-won            |       | [ 37 ] |
| 2017 | Money Flower             | Yoon Seo-won           |       | [ 38 ] |
| 2018 | 100 Days My Prince       | Kim So-hye             |       | [ 6 ]  |
| 2018 | After the Rain           | Soo-jin                | Cameo | [ 39 ] |
| 2019 | Abyss                    | Jang Hee-jin/Oh Su-jin |       | [ 8 ]  |
| 2020 | The World of the Married | Yeo Da-kyung           |       | [ 9 ]  |
| 2021 | Nevertheless             | Yoo Na-bi              |       | [ 40 ] |

### Webséries
| Ano  | Título               | Papel                  | Notas          | Ref.          |
| ---- | -------------------- | ---------------------- | -------------- | ------------- |
| 2021 | My Name              | Yoon Ji-woo/Oh Hye-jin |                | [ 41 ] [ 42 ] |
| 2022 | Soundtrack           | Lee Eun-soo            |                | [ 43 ] [ 16 ] |
| 2023 | Gyeongseong Creature | Yoon Chae-ok           | Temporadas 1–2 | [ 44 ] [ 45 ] |

### Participações em videoclipes
| Ano  | Título da música     | Artista(s)                 | Ref.   |
| ---- | -------------------- | -------------------------- | ------ |
| 2016 | "Tell Me What To Do" | Shinee                     | [ 46 ] |
| 2017 | "That Girl"          | Jung Yong-hwa (feat. Loco) | [ 47 ] |
| 2018 | "The Hardest Part"   | Roy Kim                    | [ 48 ] |
| 2019 | "You & I"            | MeloMance                  | [ 49 ] |
| 2023 | "Seven"              | Jungkook (feat. Latto)     | [ 50 ] |

## Prêmios e indicações
| Cerimônia de premiação    | Ano  | Categoria                                     | Indicado(s)/Trabalho(s)  | Resultado | Ref.          |
| ------------------------- | ---- | --------------------------------------------- | ------------------------ | --------- | ------------- |
| APAN Star Awards          | 2021 | Nova Melhor Atriz                             | The World of the Married | Indicado  | [ 51 ]        |
| APAN Star Awards          | 2022 | Prêmio Top Excelência, Atriz em Drama Popular | My Name                  | Indicado  | [ 52 ]        |
| APAN Star Awards          | 2022 | Prêmio Estrela de Popularidade, Atriz         | My Name                  | Indicado  | [ 53 ]        |
| Asia Artist Awards        | 2020 | Novato do Ano                                 | The World of the Married | Venceu    | [ 54 ]        |
| Asia Artist Awards        | 2021 | Prêmio de Melhor Artista - Atriz              | Han So-hee               | Venceu    | [ 55 ] [ 56 ] |
| Asia Artist Awards        | 2021 | Prêmio de Popularidade de Atriz Feminina      | Han So-hee               | Indicado  | [ 57 ]        |
| Asia Artist Awards        | 2022 | Prêmio de Melhor Artista - Atriz              | Han So-hee               | Venceu    | [ 58 ]        |
| Asia Model Festival       | 2017 | Modelo do Ano                                 | Han So-hee               | Venceu    | [ 59 ]        |
| Baeksang Arts Awards      | 2020 | Nova Melhor Atriz - Televisão                 | The World of the Married | Indicado  | [ 60 ]        |
| Baeksang Arts Awards      | 2022 | Melhor Atriz - Televisão                      | My Name                  | Indicado  | [ 61 ]        |
| Blue Dragon Series Awards | 2022 | Nova MelhorAtriz                              | My Name                  | Indicado  | [ 62 ]        |
| Brand of the Year Awards  | 2020 | Melhor Atriz do Ano - Estrela em Ascensão     | The World of the Married | Venceu    | [ 63 ]        |
| Kinolights Awards         | 2021 | Atriz do Ano (Nacional)                       | Nevertheless, My Name    | 1° Lugar  | [ 64 ]        |
| Korea First Brand Awards  | 2020 | Melhor Atriz em Ascensão                      | The World of the Married | Venceu    | [ 65 ]        |
| MBC Drama Awards          | 2017 | Nova Melhor Atriz                             | Money Flower             | Indicado  | [ 66 ]        |

### Artigos em Lista
| Editor | Ano  | Lista                                                               | Posicionamento | Ref.   |
| ------ | ---- | ------------------------------------------------------------------- | -------------- | ------ |
| Cine21 | 2021 | Atriz que Liderará a Indústria Coreana de Conteúdo de Vídeo em 2022 | 1º             | [ 67 ] |
| Forbes | 2021 | Korea Power Celebrity                                               | 39º            | [ 68 ] |
| Forbes | 2022 | Korea Power Celebrity                                               | 28°            | [ 69 ] |